# Pharoah (album)
Pharoah è un album in studio del sassofonista jazz statunitense Pharoah Sanders, pubblicato nel 1977.

## Tracce
1. Harvest Time - 20:15
2. Love Will Find a Way - 14:31
3. Memories of Edith Johnson - 5:40

## Formazione
- Pharoah Sanders - sassofono tenore, percussioni, voce
- Bedria Sanders - harmonium (traccia 1)
- Clifton "Jiggs" Chase - organo (2, 3)
- Tisziji Munoz - chitarra
- Steve Neil- basso
- Greg Bandy - batteria (2, 3)
- Lawrence Killian - percussioni